# Croce di Ivan Mazepa
La Croce di Ivan Mazepa (in ucraino Хрест Івана Мазепи?, Chrest Ivana Mazepy) è un'onorificenza ucraina.

## Storia
La Croce di Ivan Mazepa è stata istituita il 26 marzo 2009 per decreto del Presidente dell'Ucraina Viktor Juščenko per onorare i cittadini che hanno dato un contributo significativo alla rinascita del patrimonio nazionale, culturale, artistico, spirituale, architettonico, militare e storico dell'Ucraina e per i risultati ottenuti nell'attività statale, diplomatica, umanistica, scientifica, educativa e di beneficenza.
Al 20 novembre 2023 in totale è stata concessa 129 volte, di cui una postuma.

## Insegne
L'onorificenza consiste in una croce equilatera di 42 mm, realizzata in argento dorato con i lati estesi e i bordi concavi verso l'interno. I bracci della croce sono ricoperti di smalto cremisi. Al centro della croce c'è un cartiglio, sullo sfondo blu del quale è presente l'immagine di un cosacco che richiama il sigillo militare dell'atamano Ivan Mazepa. Il cartiglio è sovrapposto all'immagine della figura araldica "Kurč" dello stemma di Ivan Mazepa, ricoperta di smalto bianco. Tra i bracci della croce ci sono raggi divergenti. Tutte le immagini sono in rilievo. I bordi della croce e dei raggi, le volute del cartiglio, l'immagine del cosacc e i bordi della figura "Kurč" sono dorati. Il retro della croce è piatto con un numero inciso.
Il nastro della Croce di Ivan Mazepa è di seta azzurra con due strisce longitudinali cremisi sui lati affiancate da strisce gialle al centro. La larghezza della striscia azzurra è di 10 mm, gialla 2 mm e cremisi 7 mm.